# Dariusz Mikosa
Dariusz Stanisław Mikosa (ur. 8 maja 1965 w Kłodzku) – polski samorządowiec, pierwszy starosta kłodzki, po reaktywowaniu powiatu jako drugiego szczebla podziału administracyjnego kraju, w latach 1999–2002.

## Życiorys
W Kłodzku ukończył Szkołę Podstawową nr 2 i w 1985 Technikum Mechaniczne w Zespole Szkół Zawodowych. Od połowy lat 80. XX wieku związał się z opozycją, wstępując w szeregi NSZZ „Solidarność”. Po transformacji ustrojowej Polski w 1989 wszedł w skład władz regionu dolnośląskiego tego związku, był m.in. członkiem prezydium oraz szefem biura zarządu w Kłodzku.
W 1997 kandydował bez powodzenia do Sejmu z listy Akcji Wyborczej Solidarność. W 1998 uzyskał mandat radnego powiatu kłodzkiego, startując w pierwszych wyborach do rady powiatu. Po zawiązaniu się koalicji AWS-UW został wybrany 10 listopada 1998 na urząd starosty kłodzkiego. Funkcję tę sprawował przez całą kadencję, kładąc podwaliny pod przyszłą administrację powiatu. W 2002 ponownie kandydował do Rady Powiatu z ramienia KWW „Prawica Razem”, uzyskując 670 głosów oraz mandat radnego. Działał w opozycji. Wstąpił do Prawa i Sprawiedliwości, zasiadając w zarządzie regionalnym partii w Wałbrzychu, z której ramienia dostał się ponownie do rady powiatu w kolejnych wyborach samorządowych w 2006. W radzie powiatu III kadencji był m.in. przewodniczącym klubu PiS. W 2008 zrezygnował z członkostwa w partii po konflikcie z Waldemarem Wiązowskim, prezesem okręgu wałbrzyskiego. Pozostał jednak w klubie PiS w radzie powiatu oraz na funkcji wiceprzewodniczącego rady. W 2010 bezskutecznie ubiegał się o reelekcję z listy Dolnego Śląska XXI. W 2018 jako członek Porozumienia z ramienia KWW Kłodzko Plus kandydował bez powodzenia na burmistrza (zajmując 4. miejsce wśród 6 kandydatów) i do rady miasta. Został sekretarzem okręgu wałbrzyskiego Porozumienia, w 2021 zasiadał też w zarządzie krajowym partii.